# Gmina Jędrzejów
Die Gmina Jędrzejów [jɛndˈʒɛjuf] ist eine Stadt-und-Land-Gemeinde im Powiat Jędrzejów der Woiwodschaft Heiligkreuz in Polen. Sitz des Powiats und der Gemeinde ist die gleichnamige Stadt mit etwa 15.500 Einwohnern.

## Gliederung
Zur Stadt-und-Land-Gemeinde (gmina miejsko-wiejska) gehören neben der Stadt Jędrzejów 37 Dörfer mit einem Schulzenamt:
Borki
Borów
Brus
Brynica Sucha
Brzeźnica
Chorzewa
Chwaścice
Cierno-Zaszosie
Diament
Gozna
Ignacówka
Jasionna
Książe-Skroniów
Kulczyzna
Lasków
Ludwinów
Lścin
Łączyn
Łysaków Drugi
Łysaków Kawęczyński
Łysaków pod Lasem
Mnichów
Piaski
Podchojny
Podlaszcze
Potok Mały
Potok Wielki
Przysów
Prząsław
Prząsław Mały
Raków
Skroniów
Sudół
Wilanów
Wolica
Wygoda
Wólka
Węgleniec
Zagaje

## Verkehr
Die Gemeinde ist über zwei Landesstraßen an das polnische Straßennetz angebunden: Die  DK7 (Europastraße 77), die über Kielce nach Krakau führt, und die DK78 vom Oberschlesischen Industriegebiet nach Chmielnik.
Der Hauptort mit dem Fernverkehrsbahnhof Jędrzejów sowie die Haltepunkte Potok und Krzcięcice liegen an der Bahnstrecke Warszawa–Kraków der PKP. Auch die Linia Hutnicza Szerokotorowa führt durch die Gemeinde.
Der nächste internationale Flughafen ist Krakau-Balice in 70 Kilometer Entfernung.